# Magnolia carsonii
Espèce
Statut de conservation UICN

 LC  : Préoccupation mineure
Magnolia carsonii est une espèce de plantes à fleurs de la famille des Magnoliacées. C'est un arbre vivant en Asie du Sud-Est.

## Description
C'est un arbre.

## Répartition et habitat
Cette espèce est présente en Thaïlande, en Malaisie (provinces de Sabah et Sarawak à Bornéo) et en Indonésie (îles de Célèbes et Sumatra). Elle pousse entre 1 400 et 2 900 m d'altitude.

## Liste des variétés
Selon World Checklist of Selected Plant Families (WCSP) (31 décembre 2013) :
- Magnolia carsonii Dandy ex Noot. (1987)
  - variété Magnolia carsonii var. carsonii
  - variété Magnolia carsonii var. drymifolia Noot. (1987)
  - variété Magnolia carsonii var. phaulanta (Dandy ex Noot.) S.Kim & Noot. (2002)

Selon The Plant List (31 décembre 2013) :
- variété Magnolia carsonii var. phaulanta (Dandy ex Noot.) S.Kim & Noot.

Selon Tropicos (31 décembre 2013) (Attention liste brute contenant possiblement des synonymes) :
- variété Magnolia carsonii var. carsonii
- variété Magnolia carsonii var. drymifolia Noot.
- variété Magnolia carsonii var. phaulanta (Dandy ex Noot.) S.Kim & Noot.